# Indice de capital humain
 (mai 2022).
 (mai 2022).
La mise en forme du texte ne suit pas les recommandations de Wikipédia : il faut le « wikifier ».
Les points d'amélioration suivants sont les cas les plus fréquents. Le détail des points à revoir est peut-être précisé sur la page de discussion.
- Les titres sont pré-formatés par le logiciel. Ils ne sont ni en capitales, ni en gras.
- Le texte ne doit pas être écrit en capitales (les noms de famille non plus), ni en gras, ni en italique, ni en « petit »…
- Le gras n'est utilisé que pour surligner le titre de l'article dans l'introduction, une seule fois.
- L'italique est rarement utilisé : mots en langue étrangère, titres d'œuvres, noms de bateaux, etc.
- Les citations ne sont pas en italique mais en corps de texte normal. Elles sont entourées par des guillemets français : « et ».
- Les listes à puces sont à éviter, des paragraphes rédigés étant largement préférés. Les tableaux sont à réserver à la présentation de données structurées (résultats, etc.).
- Les appels de note de bas de page (petits chiffres en exposant, introduits par l'outil «  Source ») sont à placer entre la fin de phrase et le point final[comme ça].
- Les liens internes (vers d'autres articles de Wikipédia) sont à choisir avec parcimonie. Créez des liens vers des articles approfondissant le sujet. Les termes génériques sans rapport avec le sujet sont à éviter, ainsi que les répétitions de liens vers un même terme.
- Les liens externes sont à placer uniquement dans une section « Liens externes », à la fin de l'article. Ces liens sont à choisir avec parcimonie suivant les règles définies. Si un lien sert de source à l'article, son insertion dans le texte est à faire par les notes de bas de page.
- La présentation des références doit suivre les conventions bibliographiques. Il est recommandé d'utiliser les modèles {{Ouvrage}}, {{Chapitre}}, {{Article}}, {{Lien web}} et/ou {{Bibliographie}}. Le mode d'édition visuel peut mettre en forme automatiquement les références.
- Insérer une infobox (cadre d'informations à droite) n'est pas obligatoire pour parachever la mise en page.

Pour une aide détaillée, merci de consulter Aide:Wikification.
Si vous pensez que ces points ont été résolus, vous pouvez retirer ce bandeau et améliorer la mise en forme d'un autre article.
L'indice du capital humain a été créé par la Banque mondiale en 2018 pour évaluer la quantité et la qualité du capital humain dans différents pays, dans le but de mettre en évidence le potentiel économique et professionnel de leurs citoyens. Il quantifie combien de capital humain chaque pays perd par manque d'éducation et de santé. L'indice du capital humain est mesuré sur une échelle de 0 à 1, où 1 représente l'atteinte du plein potentiel. Un score de 1 indique que toute la population bénéficie d'une éducation complète et de qualité, ainsi que d'une bonne santé, reflétant ainsi l'idéal visé. La Banque mondiale a publié son premier rapport en octobre 2018 et a classé 157 pays.
L'indice du capital humain offre un cadre précieux pour l'évaluation et la comparaison du capital humain à l'échelle mondiale. Il utilise une approche relative de la productivité, en comparant les résultats à un niveau de référence correspondant à une éducation complète et une santé optimale. Il met en évidence les défis auxquels sont confrontés les pays en développement en matière de mortalité infantile, d'accès à l'éducation et de santé, en prenant en compte les conséquences à long terme des disparités en matière de capital humain sur la productivité des travailleurs. Cet indice est utilisé dans l'objectif de favoriser des politiques qui permettent aux individus d'atteindre leur plein potentiel et d'améliorer leur bien-être.

## Méthodologie
La mesure du capital humain est développé au travers de recherches menées par Noam Angrist, Simeon Djankov, Pinelopi Koujianou Goldberg et Harry Patrinos, dans lequel ils publient un article dans la revue scientifique de référence Nature. Ces découvertes sont vulgarisées dans une chronique Vox en 2021.
Il se compose de trois composantes clés : la survie, l'éducation et la santé. La composante de survie mesure le taux de mortalité des enfants de moins de 5 ans, reflétant ainsi les risques de décès avant d'entamer le parcours éducatif. L'apprentissage ajusté à l'éducation combine l'information sur la quantité et la qualité de l'éducation, en utilisant des taux d'inscription scolaire et des scores de tests internationaux. La santé est évaluée à travers le taux de survie des adultes et le taux de retard de croissance chez les enfants de moins de 5 ans. Pour récapituler, voici les trois piliers de l'HCI:

### Survie
- Part des enfants survivants après l'âge de 5 ans en %

### Éducation
- Quantité d'éducation (Nombre d'années de scolarisation prévues à l'âge de 18 ans)
- Qualité de l'éducation (résultats des tests harmonisés)

### Santé
- Taux de survie des adultes (part des jeunes de 15 ans qui survivent jusqu'à 60 ans en %)
- Croissance saine chez les enfants (taux de retard de croissance des enfants de moins de 5 ans en %)

## Indice du capital humain
L'indice du capital humain a été publié pour la première fois dans le cadre du Rapport sur le développement dans le monde 2019 de la Banque mondiale, dirigé par Simeon Djankov et Federica Saliola. Le lauréat du prix Nobel Paul Romer a commencé la mesure.
| Rang | Pays                             | Score |
| ---- | -------------------------------- | ----- |
| 1    | Singapour                        | 0.88  |
| 2    | Hong Kong                        | 0.81  |
| 3    | Japon                            | 0.80  |
| 4    | Corée du Sud                     | 0.80  |
| 5    | Canada                           | 0.80  |
| 6    | Finlande                         | 0.80  |
| 7    | Macao                            | 0.80  |
| 8    | Suède                            | 0.80  |
| 9    | Irlande                          | 0.79  |
| 10   | Pays-Bas                         | 0.79  |
| 11   | Royaume-Uni                      | 0.78  |
| 12   | Estonie                          | 0.78  |
| 13   | Nouvelle-Zélande                 | 0.78  |
| 14   | Slovénie                         | 0.77  |
| 15   | Norvège                          | 0.77  |
| 16   | Australie                        | 0.77  |
| 17   | Portugal                         | 0.77  |
| 18   | France                           | 0.76  |
| 19   | Belgique                         | 0.76  |
| 20   | Suisse                           | 0.76  |
| 21   | Chypre                           | 0.76  |
| 22   | Danemark                         | 0.76  |
| 23   | Pologne                          | 0.75  |
| 24   | Tchéquie                         | 0.75  |
| 25   | Allemagne                        | 0.75  |
| 26   | Autriche                         | 0.75  |
| 27   | Islande                          | 0.75  |
| 28   | Israël                           | 0.73  |
| 29   | Espagne                          | 0.73  |
| 30   | Italie                           | 0.73  |
| 31   | Croatie                          | 0.71  |
| 32   | Malte                            | 0.71  |
| 33   | Lettonie                         | 0.71  |
| 34   | Lituanie                         | 0.71  |
| 35   | États-Unis                       | 0.70  |
| 36   | Biélorussie                      | 0.70  |
| 37   | Grèce                            | 0.69  |
| 38   | Viêt Nam                         | 0.69  |
| 39   | Luxembourg                       | 0.69  |
| 40   | Hongrie                          | 0.68  |
| 41   | Russie                           | 0.68  |
| 42   | Serbie                           | 0.68  |
| 43   | Émirats arabes unis              | 0.67  |
| 44   | Slovaquie                        | 0.66  |
| 45   | Chine                            | 0.65  |
| 46   | Bahreïn                          | 0.65  |
| 47   | Chili                            | 0.65  |
| 48   | Turquie                          | 0.65  |
| 49   | Qatar                            | 0.64  |
| 50   | Albanie                          | 0.63  |
| 51   | Monténégro                       | 0.63  |
| 52   | Seychelles                       | 0.63  |
| 53   | Ukraine                          | 0.63  |
| 54   | Costa Rica                       | 0.63  |
| 55   | Kazakhstan                       | 0.63  |
| 56   | Bahreïn                          | 0.63  |
| 57   | Ouzbékistan                      | 0.63  |
| 58   | Maurice                          | 0.62  |
| 59   | Mongolie                         | 0.61  |
| 60   | Bulgarie                         | 0.61  |
| 61   | Mexique                          | 0.61  |
| 62   | Malaisie                         | 0.61  |
| 63   | Thaïlande                        | 0.61  |
| 64   | Oman                             | 0.61  |
| 65   | Pérou                            | 0.61  |
| 66   | Colombie                         | 0.61  |
| 67   | Trinité-et-Tobago                | 0.60  |
| 68   | Sainte-Lucie                     | 0.60  |
| 69   | Argentine                        | 0.60  |
| 70   | Uruguay                          | 0.60  |
| 71   | Sri Lanka                        | 0.60  |
| 72   | Kirghizistan                     | 0.60  |
| 73   | Antigua-et-Barbuda               | 0.60  |
| 74   | Équateur                         | 0.59  |
| 75   | Iran                             | 0.59  |
| 76   | Palaos                           | 0.59  |
| 77   | Saint-Christophe-et-Niévès       | 0.59  |
| 78   | Roumanie                         | 0.58  |
| 79   | Moldavie                         | 0.58  |
| 80   | Palestine                        | 0.58  |
| 81   | Bosnie-Herzégovine               | 0.58  |
| 82   | Arménie                          | 0.58  |
| 83   | Azerbaïdjan                      | 0.58  |
| 84   | Arabie saoudite                  | 0.58  |
| 85   | Géorgie                          | 0.57  |
| 86   | Kosovo                           | 0.57  |
| 87   | Grenade                          | 0.57  |
| 88   | Koweït                           | 0.56  |
| 89   | Macédoine du Nord                | 0.56  |
| 90   | Jordanie                         | 0.55  |
| 91   | Brésil                           | 0.55  |
| 92   | Samoa                            | 0.55  |
| 93   | Kenya                            | 0.55  |
| 94   | Salvador                         | 0.55  |
| 95   | Dominique                        | 0.54  |
| 96   | Indonésie                        | 0.54  |
| 97   | Jamaïque                         | 0.53  |
| 98   | Algérie                          | 0.53  |
| 99   | Saint-Vincent-et-les-Grenadines  | 0.53  |
| 100  | Tonga                            | 0.53  |
| 101  | Paraguay                         | 0.53  |
| 102  | Tunisie                          | 0.52  |
| 103  | Philippines                      | 0.52  |
| 104  | Liban                            | 0.52  |
| 105  | Fidji                            | 0.51  |
| 106  | Nauru                            | 0.51  |
| 107  | Nicaragua                        | 0.51  |
| 108  | États fédérés de Micronésie      | 0.51  |
| 109  | Népal                            | 0.50  |
| 110  | Maroc                            | 0.50  |
| 111  | Tadjikistan                      | 0.50  |
| 112  | République dominicaine           | 0.50  |
| 113  | Panama                           | 0.50  |
| 114  | Guyana                           | 0.50  |
| 115  | Égypte                           | 0.49  |
| 116  | Inde                             | 0.49  |
| 117  | Kiribati                         | 0.49  |
| 118  | Cambodge                         | 0.49  |
| 119  | Honduras                         | 0.48  |
| 120  | Birmanie                         | 0.48  |
| 121  | Bhoutan                          | 0.48  |
| 122  | Zimbabwe                         | 0.47  |
| 123  | Bangladesh                       | 0.46  |
| 124  | Guatemala                        | 0.46  |
| 125  | Gabon                            | 0.46  |
| 126  | Laos                             | 0.46  |
| 127  | Vanuatu                          | 0.45  |
| 128  | Timor oriental                   | 0.45  |
| 129  | Ghana                            | 0.45  |
| 130  | Tuvalu                           | 0.45  |
| 131  | Haïti                            | 0.45  |
| 132  | Namibie                          | 0.45  |
| 133  | Togo                             | 0.43  |
| 134  | Papouasie-Nouvelle-Guinée        | 0.43  |
| 135  | Afrique du Sud                   | 0.43  |
| 136  | Îles Marshall                    | 0.42  |
| 137  | Gambie                           | 0.42  |
| 138  | Sénégal                          | 0.42  |
| 139  | Îles Salomon                     | 0.42  |
| 140  | République du Congo              | 0.42  |
| 141  | Botswana                         | 0.41  |
| 142  | Malawi                           | 0.41  |
| 143  | Irak                             | 0.41  |
| 144  | Pakistan                         | 0.41  |
| 145  | Comores                          | 0.40  |
| 146  | Lesotho                          | 0.40  |
| 147  | Bénin                            | 0.40  |
| 148  | Afghanistan                      | 0.40  |
| 149  | Cameroun                         | 0.40  |
| 150  | Zambie                           | 0.40  |
| 151  | Madagascar                       | 0.39  |
| 152  | Tanzanie                         | 0.39  |
| 153  | Burundi                          | 0.39  |
| 154  | Ouganda                          | 0.38  |
| 155  | Burkina Faso                     | 0.38  |
| 156  | Éthiopie                         | 0.38  |
| 157  | Mauritanie                       | 0.38  |
| 158  | Côte d'Ivoire                    | 0.38  |
| 159  | Rwanda                           | 0.38  |
| 160  | Soudan                           | 0.38  |
| 161  | Yémen                            | 0.37  |
| 162  | Eswatini                         | 0.37  |
| 163  | Guinée                           | 0.37  |
| 164  | République démocratique du Congo | 0.37  |
| 165  | Sierra Leone                     | 0.36  |
| 166  | Angola                           | 0.36  |
| 167  | Mozambique                       | 0.36  |
| 168  | Nigeria                          | 0.36  |
| 169  | Liberia                          | 0.32  |
| 170  | Mali                             | 0.32  |
| 171  | Soudan du Sud                    | 0.31  |
| 172  | Tchad                            | 0.30  |
| 173  | Niger                            | 0.29  |